# رومن سیکار
رومن سیکار (فرانسوی: Romain Sicard‎؛ زادهٔ ۱ ژانویهٔ ۱۹۸۸) دوچرخه‌سوار اهل فرانسه است.
از باشگاه‌هایی که در آن رکاب زده‌است می‌توان به تیم دوچرخه‌سواری دیرکت انرژی و ایوسکالتل-ایوسکادی اشاره کرد.